# Howea angulata
Howea angulata là một loài bọ cánh cứng trong họ Cerambycidae.